# گورستان اسلامی ملکوت
گورستان اسلامی ملکوت مربوط به دوران‌های تاریخی پس از اسلام است و در شهرستان املش، بخش رانکوه، روستای لله جار واقع شده و این اثر در تاریخ ۲ آبان ۱۳۸۲ با شمارهٔ ثبت ۱۰۶۲۲ به‌عنوان یکی از آثار ملی ایران به ثبت رسیده است.